# Aisam-ul-Haq Qureshi
Aisam-ul-Haq Qureshi (in urdu اعصام الحق قریشی‎?; Lahore, 17 marzo 1980) è un ex tennista pakistano.
È il giocatore che ha conseguito i maggiori successi nella storia del tennis pakistano.
Specialista del doppio, il suo miglior ranking ATP è stato l'8º posto del 6 giugno 2011, si è aggiudicato 18 titoli del circuito maggiore e ha perso le finali agli US Open 2010 nel doppio maschile e nel doppio misto. Vanta anche svariati titoli nei circuiti minori.
In singolare ha vinto diversi tornei ITF, un torneo Challenger e ha raggiunto il miglior ranking ATP il 10 dicembre 2007 alla 125ª posizione mondiale. Ha esordito nella squadra pakistana di Coppa Davis nel 1998, e dal 2017 ha giocato il singolare solo in Coppa Davis.
Si è inoltre distinto per iniziative umanitarie contro la discriminazione razziale e la guerra, e in aiuto delle fasce di popolazione bisognose.

## Biografia
Da sempre impegnato nella lotta contro le discriminazioni razziali, nel 2002 la sua partnership in doppio con l'israeliano Amir Hadad nelle prove dello Slam di Wimbledon e soprattutto agli US Open gli ha regalato la prima pagina del New York Times. A fine stagione, la coppia è stata premiata con l'Arthur Ashe Humanitarian of the Year, riconoscimento assegnato dall'ATP agli atleti che più si sono distinti dal punto di vista umanitario al di fuori del campo di gioco. Nel 2003 era al secondo posto nel Premio Anna Frank per il coraggio morale.
Con un altro compagno di doppio, l'indiano Rohan Bopanna, ha formato dal 2007 al 2011 e poi di nuovo nel 2014 e nel 2021 il "doppio della pace", e il loro sodalizio darà vita alla fondazione "Stop war, start tennis", che intende combattere il clima di odio e di guerra fra India e Pakistan. Questa iniziativa ha consentito a entrambi di aggiudicarsi, nel 2010, l'Arthur Ashe Humanitarian of the Year. Quello stesso anno Qureshi è stato scelto come "Campione della pace" allo Sport World Forum di Monaco. 
Durante la pandemia di COVID-19 ha aiutato la popolazione più povera del Pakistan offrendo generi alimentari.

## Carriera

### Juniores
Ha una brillante carriera tra gli juniores, raggiungendo la settima posizione del ranking mondiale ITF di singolare nel 1998, che l'ha reso il giocatore pakistano meglio classificato di sempre a livello giovanile. Gioca nell'ITF Junior Circuit tra il 1995 e il 1998 e vince 5 titoli in singolare tra cui due di Grade 1 a Roehampton e a Casablanca, mentre in doppio vince solo 4 titoli in tornei minori. Nel 1998 arriva in semifinale in singolare al torneo di Grade A World Super Junior Championships di Osaka e nel corso della stagione raggiunge i quarti di finale in doppio in tutte e quattro le prove juniores del Grande Slam, risultati che lo portano al 33º posto nel ranking mondiale juniores di doppio.

### 1998-1999, inizi da professionista e primi titoli ITF
Nel settembre del 1998 fa il suo esordio tra i professionisti e al suo primo impegno raggiunge la finale di doppio al torneo ITF Japan F3. Sempre nel 1998 fa il suo esordio nella squadra pakistana di Coppa Davis, con cui negli anni successivi gioca quasi ininterrottamente sia in singolare che in doppio, la maggior parte delle volte in coppia con Aqeel Khan. Nel 1999 vince i primi titoli da professionista imponendosi in tre tornei di doppio e due in singolare nel circuito ITF.

### 2000-2005, primi titoli Challenger, esordi nel circuito maggiore e top 100 in doppio
L'anno successivo vince il primo titolo Challenger nel torneo di doppio di Wrexham in coppia con Daniele Bracciali, a fine stagione ne vince un altro e nel 2011 altri due. Nel 2001 fa anche il suo esordio nel circuito maggiore al torneo di doppio di Chennai e raggiunge i quarti di finale. Nel 2002 disputa il primo torneo del Grande Slam in doppio a Wimbledon con l'israeliano Amir Hadad, spingendosi fino al terzo turno. Ai successivi US Open Hadad e Qureshi escono di scena al secondo turno. Quell'anno raggiunge inoltre cinque finali in doppio nel circuito Challenger, ne vince tre e a settembre entra per la prima volta nella top 100 del ranking ATP. L'esordio in singolare nel circuito maggiore avviene al Nottingham Open 2004. Nel 2005 porta la squadra pakistana di Davis a disputare per la prima volta i play-off per l'ammissione al Gruppo Mondiale e vengono eliminati dal Cile.

### 2007-2009, prime finali ATP in doppio e primo titolo Challenger in singolare
Dopo aver vinto 15 tornei ITF in singolare, nel 2007 vince il primo e unico titolo in un Challenger a Nuova Delhi. Nel giugno di quell'anno supera per la prima volta le qualificazioni in singolare in una prova dello Slam a Wimbledon e raggiunge il secondo turno. Il mese successivo consegue il suo miglior risultato in singolare nel circuito maggiore raggiungendo i quarti di finale a Newport, sconfiggendo tra gli altri il nº 38 del mondo Mardy Fish. A dicembre raggiunge il suo best ranking in carriera in singolare al 125º posto. Sempre nel 2007 disputa la sua prima finale in un torneo del circuito maggiore in doppio a Bombay in coppia con l'indiano Rohan Bopanna e vengono sconfitti dopo due tie-break da Robert Lindstedt / Jarkko Nieminen. L'anno dopo perdono anche la finale di Newport contro Mardy Fish / John Isner. Nel 2009 abbandona i tornei ITF dopo averne vinti 15 in singolare e 16 in doppio.

### 2010: primo titolo ATP, finale agli US Open e 16º nel ranking mondiale
Nel febbraio 2010 conquista il primo dei suoi vari titoli ATP in coppia con Bopanna vincendo l'SA Tennis Open a Johannesburg. Dopo aver perso le finali nei tornei ATP di Casablanca e Nizza, a giugno disputa per la prima volta i quarti di finale in un torneo del Grande Slam a Wimbledon con Bopanna e vengono sconfitti da Jürgen Melzer / Philipp Petzschner. Quello stesso anno la coppia indo-pakistana consegue il suo più prestigioso risultato sui campi da tennis raggiungendo la finale agli US Open, nella quale vengono superati dopo due tiebreak dalle teste di serie nº 1, i fratelli Bob e Mike Bryan. Nello stesso torneo perde anche la finale nel doppio misto in coppia con Květa Peschke. A fine ottobre perdono la finale al St. Petersburg Open e la settimana dopo Qureshi porta il best ranking alla 16ª posizione mondiale. Nel corso della stagione inizia a diradare i suoi impegni in singolare.

### 2011: primo titolo in un Masters 1000, altri 3 titoli ATP, prima partecipazione alle ATP Finals e 8º nel ranking
L'anno successivo la coppia continua a conseguire buoni risultati e a maggio Qureshi entra per la prima volta nella top 10; subito dopo vengono nuovamente sconfitti dai fratelli Bryan nei quarti di finale al Roland Garros, questa volta al tie-break del set decisivo, e a fine torneo Qureshi raggiunge l'8º posto nella classifica mondiale, che rimarrà il suo best ranking in carriera. Nonostante il titolo conquistato ad Halle, scende al 15º posto del ranking a seguito della sconfitta in semifinale agli US Open contro Mariusz Fyrstenberg / Marcin Matkowski. Dopo i trionfi a Bangkok e a Stoccolma, a novembre disputa con Bopanna la sua prima finale in un torneo Masters 1000 a Parigi-Bercy e si aggiudicano il titolo battendo Benneteau / Mahut. Con questo risultato rientra nella top 10 e per la prima volta si qualifica alle ATP Finals, dove con Bopanna viene eliminato dopo le 3 sconfitte nel round-robin. Quell'anno fa una delle sue ultime rare apparizioni nel circuito in singolare, che continuerà però a giocare regolarmente in Coppa Davis.

### 2012: 2 semifinali del Grande Slam, 2 titoli ATP e seconda partecipazione alle ATP Finals
Termina il sodalizio con Bopanna e all'inizio del 2012 ha inizio quello con Jean-Julien Rojer. Dopo le prime negative prestazioni, a febbraio Qureshi esce dalla top 10 e a maggio vincono il primo titolo assieme all'Estoril. Al Roland Garros si spingono fino alla semifinale, persa in 2 set contro i fratelli Bryan. Si impongono anche ad Halle, dove Qureshi conferma il titolo vinto l'anno precedente. Non superano il terzo turno a Wimbledon e raggiungono invece la semifinale anche agli US Open, dove sono ancora i Bryan a eliminarli in 2 set. A fine stagione perdono la finale al Masters 1000 di Parigi-Bercy contro Bopanna / Bhupathi e si qualificano per le ATP Finals, dove ancora una colta Qureshi perde i tre incontri del round-robin.

### 2013: trionfo al Miami Open, altro titolo ATP, ultima apparizione alle ATP Finals e uscita dalla top 10
Anche nel 2013 gioca con Rojer e a febbraio perdono la finale all'Open 13 di Marsiglia. Il mese successivo trionfano al prestigioso Miami Open con il successo in finale su Fyrstenberg / Matkowski; grazie al suo secondo titolo in un Masters 1000 Qureshi rientra nella top 10 e tre settimane dopo torna a occupare l'8ª posizione mondiale. Sconfitti in finale all'Estoril, non superano il terzo turno al Roland Garros, dove Qureshi perde la semifinale di doppio misto in coppia con Cara Black. A giugno esce definitivamente dalla top 10. Viene eliminato con Rojer nei quarti agli US Open e vincono il secondo titolo stagionale a Stoccolma. Per il terzo anno di fila prende parte alle ATP Finals ed esce di scena dopo tre sconfitte nel round-robin. Chiude la stagione al 15º posto del ranking

### 2014-2016: 2 titoli ATP e discesa in classifica
All'inizio del 2014 torna a giocare con Bopanna, con cui disputerà la maggior parte dei tornei stagionali. Nei primi mesi raggiungono tre finali e vincono quella all'ATP 500 di Dubai. Dopo la finale persa in maggio a Nizza, nel prosieguo della stagione l'unico risultato di rilievo è la semifinale in doppio misto a Wimbledon, già a settembre si separa nuovamente da Bopanna e a ottobre scende al 35º posto mondiale. Nel corso del 2015 cambia diversi partner, disputa tre finali ATP e vince solo quella a Newport con Jonathan Marray, oltre a quella al Challenger di Aix-en-Provence. Con la vittoria a Newport recupera diverse posizioni nel ranking dopo essere sceso a giugno alla 57ª. Per la prima volta dopo 6 stagioni, nel 2016 non vince alcun titolo ATP ma consegue alcuni buoni risultati, su cui spiccano le finali raggiunte agli ATP di Marrakesh e Amburgo, i quarti di finale agli US Open e il successo al Challenger di Irving. Chiude l'anno alla 40ª posizione mondiale; nel corso della stagione raggiunge la semifinale in doppio misto a Wimbledon con Yaroslava Shvedova.

### 2017-2018: 5 titoli ATP e quarti agli Australian Open
Anche nel 2017 cambia spesso partner e a inizio stagione torna a vincere un titolo ATP all'Auckland Open giocando con Marcin Matkowski. Ad aprile vince l'ATP 500 di Barcellona assieme a Florin Mergea e risale alla 23ª posizione. Resterà il suo best ranking dell'anno nonostante gli altri successi stagionali negli ATP di Adalia, Newport e Chengdu e al Challenger di Surbiton con 4 compagni diversi. A fine anno perde inoltre la finale di Stoccolma in coppia con Jean-Julien Rojer, mentre negli Slam non va oltre il terzo turno a Wimbledon. In coppia con Matkowski, nel 2018 raggiunge per la prima volta i quarti agli Australian Open e vengono eliminati dai fratelli Bryan. Anche quell'anno non vince alcun titolo ATP e perde l'unica finale disputata a Barcellona assieme a Rojer. A ottobre scende al 57º posto e risale alcune posizioni con i quarti di finale raggiunti a Basilea e il terzo turno al Paris Masters.

### 2019-2020: 2 titoli ATP
Nel biennio successivo gioca quasi esclusivamente con Santiago González e dopo l'eliminazione al primo turno agli Australian Open 2019 scende alla 67ª posizione, la peggiore dal novembre 2009. Subito dopo perdono la finale al New York Open e ad aprile vince il suo primo titolo dopo un anno e mezzo sulla terra di Houston, dove eliminano in semifinale i Bryan e in finale hanno la meglio su Ken e Neal Skupski. Nel corso del 2019 disputano anche 3 finali Challenger e vincono quelle del Nottingham Open e dell'Ilkley Trophy. A fine ottobre rientra nella top 50 con la semifinale raggiunta all'ATP 500 di Basilea. Gioca buona parte dei tornei del 2020 con Dominic Inglot, raggiungono due finali ATP e a febbraio vincono quella di New York. A fine anno escono in semifinale all'ATP di Colonia 1.

### 2021-2024: 4 finali ATP e uscita dalla top 100
Il primo risultato importante del 2021 sono i quarti di finale disputati al Miami Open e a maggio perde la finale all'ATP di Parma assieme a Oliver Marach. Esce di scena al terzo turno a Wimbledon e agli US Open. A fine anno perde la finale all'ATP di Stoccolma con Rojer, mentre durante la stagione perde anche le due finali Challenger disputate. All'inizio del 2022 viene sconfitto con Oleksandr Nedovyesov nella finali ATP del Melbourne Summer Set e di Delray Beach. In seguito perde anche le semifinali ATP di Marrakech, Lione e Napoli e la finale al Challenger di Surbiton. Il miglior risultato di inizio 2023 è il terzo turno raggiunto all'Australian Open, ha quindi inizio un periodo negativo che lo porta a maggio fuori dalla top 100 per la prima volta dal luglio 2009. Si fanno sempre più rare le sue presenze nel circuito maggiore e si concentra soprattutto sui tornei Challenger. A luglio torna a vincere un titolo dopo oltre tre anni al Challenger di Iași. In seguito anche nei Challenger consegue pochi risultati di rilievo e continua a scendere nel ranking nel finale di stagione e in quella successiva. Annuncia il ritiro nel 2024.

### 2025: titoli World Masters in doppio maschile e misto
A marzo 2025 Qureshi partecipa agli ITF World Masters a Manavgat, vincendo l'oro sia nel doppio maschile over-45 con Aqeel Khan, suo compagno di Coppa Davis per oltre 20 anni, sia nel doppio misto over-40 con l'ex tennista francese Megalie Girard.

## Vita privata
Nel 2011 Qureshi ha sposato Faha Makhdum, una dottoressa anglo-pakistana,, ma i due si sono separati l'anno successivo. Il tennista si è risposato il 19 febbraio 2020 con Sana Fayyaz, figlia di un uomo d'affari di Lahore.

## Statistiche

### Doppio

#### Vittorie (18)
| Legenda                        |
| Grande Slam (0)                |
| ATP World Tour Finals (0)      |
| ATP World Tour Master 1000 (2) |
| ATP World Tour 500 Series (2)  |
| ATP World Tour 250 Series (14) |

| N.  | Data             | Torneo                                         | Superficie  | Compagno          | Avversari in finale                  | Punteggio           |
| 1.  | 7 febbraio 2010  | SA Tennis Open, Johannesburg                   | Cemento     | Rohan Bopanna     | Karol Beck Harel Levy                | 2-6, 6-3, [10-5]    |
| 2.  | 12 giugno 2011   | Halle Open, Halle (1)                          | Erba        | Rohan Bopanna     | Robin Haase Milos Raonic             | 7-6(8), 3-6, [11-9] |
| 3.  | 2 ottobre 2011   | Thailand Open, Bangkok                         | Cemento (i) | Oliver Marach     | Michael Kohlmann Alexander Waske     | 7-6(4), 7-6(5)      |
| 4.  | 22 ottobre 2011  | Stockholm Open, Stoccolma (1)                  | Cemento (i) | Rohan Bopanna     | Marcelo Melo Bruno Soares            | 6-1, 6-3            |
| 5.  | 13 novembre 2011 | Paris Masters, Parigi                          | Cemento (i) | Rohan Bopanna     | Julien Benneteau Nicolas Mahut       | 6-2, 6-4            |
| 6.  | 6 maggio 2012    | Estoril Open, Estoril                          | Terra rossa | Jean-Julien Rojer | Julian Knowle David Marrero          | 7-5, 7-5            |
| 7.  | 17 giugno 2012   | Halle Open, Halle (2)                          | Erba        | Jean-Julien Rojer | Treat Conrad Huey Scott Lipsky       | 6-3, 6-4            |
| 8.  | 30 marzo 2013    | Miami Open, Miami                              | Cemento     | Jean-Julien Rojer | Mariusz Fyrstenberg Marcin Matkowski | 6-4, 6-1            |
| 9.  | 20 ottobre 2013  | Stockholm Open, Stoccolma (2)                  | Cemento (i) | Jean-Julien Rojer | Jonas Björkman Robert Lindstedt      | 6-2, 6-2            |
| 10. | 1º marzo 2014    | Dubai Tennis Championships, Dubai              | Cemento     | Rohan Bopanna     | Daniel Nestor Nenad Zimonjić         | 6-4, 6-3            |
| 11. | 20 luglio 2015   | Hall of Fame Tennis Championships, Newport (1) | Erba        | Jonathan Marray   | Nicholas Monroe Mate Pavić           | 4-6, 6-3, [10-8]    |
| 12. | 14 gennaio 2017  | Auckland Open, Auckland                        | Cemento     | Marcin Matkowski  | Jonathan Erlich Scott Lipsky         | 1-6, 6-2, [10-3]    |
| 13. | 30 aprile 2017   | Barcelona Open, Barcellona                     | Terra rossa | Florin Mergea     | Philipp Petzschner Alexander Peya    | 6-4, 6-3            |
| 14. | 30 giugno 2017   | Antalya Open, Adalia                           | Erba        | Robert Lindstedt  | Oliver Marach Mate Pavić             | 7-5, 4-1, rit.      |
| 15. | 22 luglio 2017   | Hall of Fame Tennis Championships, Newport (2) | Erba        | Rajeev Ram        | Matt Reid John-Patrick Smith         | 6-4, 4-6, [10-7]    |
| 16. | 1º ottobre 2017  | Chengdu Open, Chengdu                          | Cemento     | Jonathan Erlich   | Marcus Daniell Marcelo Demoliner     | 6-3, 7-6(3)         |
| 17. | 14 aprile 2019   | U.S. Men's Clay Court Championships, Houston   | Terra rossa | Santiago González | Ken Skupski Neal Skupski             | 3-6, 6-4, [10-6]    |
| 18. | 16 febbraio 2020 | New York Open, New York                        | Cemento (i) | Dominic Inglot    | Steve Johnson Reilly Opelka          | 7-6(5), 7-6(6)      |

#### Finali perse (24)
| Legenda                                      |
| Grande Slam (1)                              |
| ATP Finals (0)                               |
| ATP Tour Master 1000 (1)                     |
| ATP Tour 500 (3)                             |
| ATP International Series / ATP Tour 250 (19) |

| N.  | Data              | Torneo                                     | Superficie  | Compagno             | Avversari in finale               | Punteggio           |
| 1.  | 24 settembre 2007 | Mumbai Tennis Open, Mumbai                 | Cemento     | Rohan Bopanna        | Robert Lindstedt Jarkko Nieminen  | 6(3)-7, 6(5)-7      |
| 2.  | 13 luglio 2008    | Hall of Fame Tennis Championships, Newport | Erba        | Rohan Bopanna        | Mardy Fish John Isner             | 4-6, 6(1)-7         |
| 3.  | 11 aprile 2010    | Grand Prix Hassan II, Casablanca (1)       | Terra rossa | Rohan Bopanna        | Robert Lindstedt Horia Tecău      | 2-6, 6-3, [7-10]    |
| 4.  | 22 maggio 2010    | Open de Nice Côte d'Azur, Nizza (1)        | Terra rossa | Rohan Bopanna        | Marcelo Melo Bruno Soares         | 6-1, 3-6, [5-10]    |
| 5.  | 28 agosto 2010    | New Haven Open, New Haven                  | Cemento     | Rohan Bopanna        | Robert Lindstedt Horia Tecău      | 4-6, 5-7            |
| 6.  | 11 settembre 2010 | US Open, New York                          | Cemento     | Rohan Bopanna        | Bob Bryan Mike Bryan              | 6(5)-7, 6(4)-7      |
| 7.  | 31 ottobre 2010   | St. Petersburg Open, San Pietroburgo       | Cemento (i) | Rohan Bopanna        | Daniele Bracciali Potito Starace  | 6(6)-7, 6(5)-7      |
| 8.  | 4 novembre 2012   | Paris Masters, Parigi                      | Cemento (i) | Jean-Julien Rojer    | Rohan Bopanna Mahesh Bhupathi     | 6(6)-7, 3-6         |
| 9.  | 24 febbraio 2013  | Open 13, Marsiglia                         | Cemento (i) | Jean-Julien Rojer    | Rohan Bopanna Colin Fleming       | 4-6, 6(3)-7         |
| 10. | 5 maggio 2013     | Estoril Open, Estoril                      | Terra rossa | Jean-Julien Rojer    | Santiago González Scott Lipsky    | 3-6, 6-4, [7-10]    |
| 11. | 11 gennaio 2014   | Sydney International, Sydney               | Cemento     | Rohan Bopanna        | Nenad Zimonjić Daniel Nestor      | 6(3)-7, 6(3)-7      |
| 12. | 24 maggio 2014    | Open de Nice Côte d'Azur, Nizza (2)        | Terra rossa | Rohan Bopanna        | Martin Kližan Philipp Oswald      | 2-6, 0-6            |
| 13. | 28 febbraio 2015  | Dubai Tennis Championships, Dubai          | Cemento     | Nenad Zimonjić       | Rohan Bopanna Daniel Nestor       | 4-6, 1-6            |
| 14. | 2 agosto 2015     | Swiss Open Gstaad, Gstaad                  | Terra rossa | Oliver Marach        | Aljaksandr Bury Denis Istomin     | 6-3, 2-6, [5-10]    |
| 15. | 9 aprile 2016     | Grand Prix Hassan II, Marrakesh (2)        | Terra rossa | Marin Draganja       | Guillermo Durán Máximo González   | 2-6, 6-3, [6-10]    |
| 16. | 17 luglio 2016    | International German Open, Amburgo         | Terra rossa | Daniel Nestor        | Henri Kontinen John Peers         | 5-7, 3-6            |
| 17. | 22 ottobre 2017   | Stockholm Open, Stoccolma                  | Cemento (i) | Jean-Julien Rojer    | Oliver Marach Mate Pavić          | 6-3, 6(6)-7, [4-10] |
| 18. | 29 aprile 2018    | Barcelona Open, Barcellona                 | Terra rossa | Jean-Julien Rojer    | Feliciano López Marc López        | 6(5)-7, 4-6         |
| 19. | 17 febbraio 2019  | New York Open, New York                    | Cemento (i) | Santiago González    | Kevin Krawietz Andreas Mies       | 4-6, 5-7            |
| 20. | 9 febbraio 2020   | Open Sud de France, Montpellier (2)        | Cemento     | Dominic Inglot       | Nikola Ćaćić Mate Pavić           | 4-6, 7-6(4), [4-10] |
| 21. | 28 maggio 2021    | Emilia Romagna Open, Parma                 | Terra rossa | Oliver Marach        | Simone Bolelli Máximo González    | 3-6, 3-6            |
| 22. | 13 novembre 2021  | Stockholm Open, Stoccolma (2)              | Cemento (i) | Jean-Julien Rojer    | Andrés Molteni Santiago González  | 2-6, 2-6            |
| 23. | 8 gennaio 2022    | Melbourne Summer Set, Melbourne            | Cemento     | Oleksandr Nedovyesov | Wesley Koolhof Neal Skupski       | 4-6, 4-6            |
| 24. | 20 febbraio 2022  | Delray Beach Open, Delray Beach            | Cemento     | Oleksandr Nedovyesov | Marcelo Arévalo Jean-Julien Rojer | 2-6, 7-6(5), [4-10] |

### Doppio misto

#### Finali perse (1)
| Tornei del Grande Slam  |
| ----------------------- |
| Australian Open (0)     |
| Open di Francia (0)     |
| Torneo di Wimbledon (0) |
| US Open (1)             |

| N. | Data              | Torneo            | Superficie | Compagna      | Avversari in finale    | Punteggio |
| 1. | 10 settembre 2010 | US Open, New York | Cemento    | Květa Peschke | Liezel Huber Bob Bryan | 4–6, 4–6  |

## Risultati in progressione
| Sigla | Risultato               |
| ----- | ----------------------- |
| V     | Vincitore               |
| F     | Finalista               |
| SF    | Semifinalista           |
| O     | Oro olimpico            |
| A     | Argento olimpico        |
| SF    | Bronzo olimpico         |
| QF    | Quarti di Finale        |
| 4T    | Quarto turno            |
| 3T    | Terzo turno             |
| 2T    | Secondo turno           |
| 1T    | Primo turno             |
| RR    | Round Robin             |
| LQ    | Turno di qualificazione |
| A     | Assente                 |
| ND    | Non disputato           |

| Legenda superfici    |
| -------------------- |
| Cemento              |
| Terra battuta        |
| Erba                 |
| Superficie variabile |

### Singolare
| Tornei Grande Slam         |     |     |     |
| Australian Open, Melbourne | A   | Q1  | 0-0 |
| Roland Garros, Parigi      | A   | A   | 0-0 |
| Wimbledon, Londra          | 2T  | Q2  | 1-1 |
| US Open, New York          | Q3  | 1T  | 0-1 |
| Vittorie-Sconfitte         | 1-1 | 0-1 | 1-2 |

### Doppio
| Tornei Grande Slam  |               |               |     |               |               |               |     |               |               |               |      |               |               |               |     |               |               |               |               |     |               |               |       |
| Australian Open     | A             | A             | A   | A             | A             | A             | A   | A             | 1T            | 3T            | 3T   | 3T            | 3T            | 3T            | 1T  | 2T            | QF            | 1T            | 1T            | 2T  | 2T            | 3T            | 17-14 |
| Roland Garros       | A             | 1T            | A   | A             | A             | A             | A   | A             | 2T            | QF            | SF   | 3T            | 2T            | 1T            | 3T  | 1T            | 1T            | 1T            | 1T            | 2T  | 1T            | A             | 14-15 |
| Wimbledon           | 3T            | 1T            | A   | A             | A             | A             | 2T  | 3T            | QF            | 1T            | 3T   | 3T            | 2T            | 2T            | 2T  | 3T            | 2T            | 3T            | ND            | 3T  | 2T            | A             | 23-16 |
| US Open             | 2T            | A             | A   | A             | A             | A             | 1T  | 2T            | F             | SF            | SF   | QF            | 1T            | 2T            | QF  | 1T            | 1T            | 1T            | 1T            | 3T  | 2T            | A             | 24-16 |
| Vittorie-Sconfitte  | 3-2           | 0-2           | 0-0 | 0-0           | 0-0           | 0-0           | 1-3 | 3-2           | 9-4           | 9-4           | 11-4 | 9-4           | 4-4           | 4-4           | 6-4 | 3-4           | 3-4           | 2-4           | 0-3           | 6-4 | 3-4           | 2-1           | 78-61 |
| Torneo di Fine Anno |               |               |     |               |               |               |     |               |               |               |      |               |               |               |     |               |               |               |               |     |               |               |       |
| ATP Finals          | A             | A             | A   | A             | A             | A             | A   | A             | A             | RR            | RR   | RR            | A             | A             | A   | A             | A             | A             | A             | A   | A             |               | 0-9   |
| Vittorie-Sconfitte  | 0-0           | 0-0           | 0-0 | 0-0           | 0-0           | 0-0           | 0-0 | 0-0           | 0-0           | 0-3           | 0-3  | 0-3           | 0-0           | 0-0           | 0-0 | 0-0           | 0-0           | 0-0           | 0-0           | 0-0 | 0-0           |               | 0-9   |
| Giochi Olimpici     |               |               |     |               |               |               |     |               |               |               |      |               |               |               |     |               |               |               |               |     |               |               |       |
| Giochi Olimpici     | Non disputati | Non disputati | A   | Non disputati | Non disputati | Non disputati | A   | Non disputati | Non disputati | Non disputati | A    | Non disputati | Non disputati | Non disputati | A   | Non disputati | Non disputati | Non disputati | Non disputati | A   | Non disputati | Non disputati | 0-0   |
| Vittorie-Sconfitte  | Non disputati | Non disputati | 0-0 | Non disputati | Non disputati | Non disputati | 0-0 | Non disputati | Non disputati | Non disputati | 0-0  | Non disputati | Non disputati | Non disputati | 0-0 | Non disputati | Non disputati | Non disputati | Non disputati | 0-0 | Non disputati | Non disputati | 0-0   |

### Doppio misto
| Tornei Grande Slam |               |               |     |               |               |               |     |               |               |               |     |               |               |               |     |               |               |               |               |     |     |       |
| Australian Open    | A             | A             | A   | A             | A             | A             | A   | A             | A             | 1T            | QF  | 1T            | QF            | 1T            | 2T  | 1T            | 1T            | A             | A             | A   | QF  | 7-9   |
| Roland Garros      | A             | A             | A   | A             | A             | A             | A   | A             | 2T            | 2T            | 1T  | SF            | A             | QF            | 1T  | 1T            | 1T            | SF            | ND            | A   | A   | 10-9  |
| Wimbledon          | A             | A             | A   | A             | A             | A             | A   | A             | 1T            | 2T            | 2T  | 3T            | SF            | 1T            | SF  | 2T            | 2T            | 3T            | ND            | 2T  | A   | 11-11 |
| US Open            | A             | A             | A   | A             | A             | A             | A   | A             | F             | A             | 1T  | 1T            | 2T            | A             | 1T  | 2T            | 1T            | A             | ND            | A   | A   | 7-7   |
| Vittorie-Sconfitte | 0-0           | 0-0           | 0-0 | 0-0           | 0-0           | 0-0           | 0-0 | 0-0           | 6-3           | 1-3           | 2-4 | 4-4           | 6-3           | 2-3           | 4-4 | 1-4           | 1-4           | 5-2           | 0-0           | 1-1 | 2-1 | 35-36 |
| Giochi Olimpici    |               |               |     |               |               |               |     |               |               |               |     |               |               |               |     |               |               |               |               |     |     |       |
| Giochi Olimpici    | Non disputati | Non disputati | A   | Non disputati | Non disputati | Non disputati | A   | Non disputati | Non disputati | Non disputati | A   | Non disputati | Non disputati | Non disputati | A   | Non disputati | Non disputati | Non disputati | Non disputati | A   | ND  | 0-0   |
| Vittorie-Sconfitte | Non disputati | Non disputati | 0-0 | Non disputati | Non disputati | Non disputati | 0-0 | Non disputati | Non disputati | Non disputati | 0-0 | Non disputati | Non disputati | Non disputati | 0-0 | Non disputati | Non disputati | Non disputati | Non disputati | 0-0 | ND  | 0-0   |